# Carl Gustaf Wrangel
Carl Gustaf Wrangel (Skokloster, Suecia, 13 de diciembre de 1613 - Spiker, Rügen, 5 de julio de 1676) fue un noble y general sueco que participó en la Guerra de los Treinta Años, Guerra de Torstenson, Guerra sueco-polaca, Guerra sueco-danesa, Guerra sueco-danesa y Guerra franco-holandesa. Fue Gobernador de Pomerania, Condestable de Suecia y miembro del Consejo de Regencia.

## Biografía

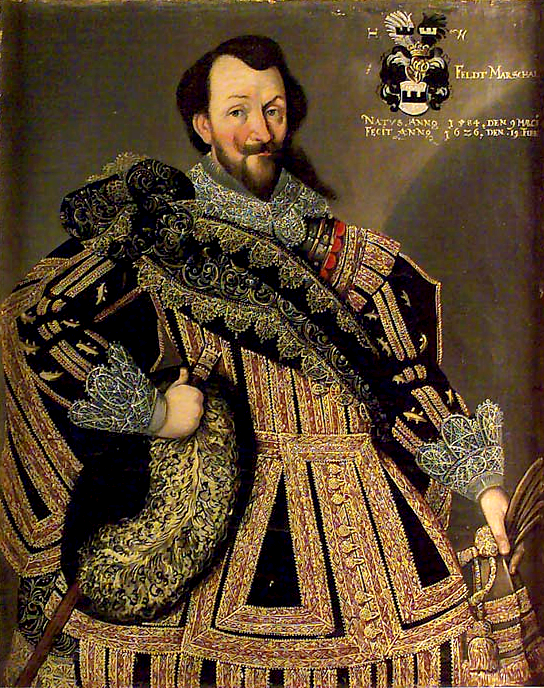
Hermann Wrangel.

Carl Gustaf Wrangel nació el 13 de diciembre de 1613 cerca de Upsala (Suecia). Su padre era Hermann Wrangel, consejero de Estado sueco y mariscal de campo que sirvió bajo Carlos IX y Gustavo II Adolfo de Suecia en las guerras contra Polonia y que fue recompensado con el cargo de Gobernador de Livonia hasta su muerte en 1644.
Carl Gustaf Wrangel acompañó a su padre durante la guerra contra Polonia. Cuando alcanza la adolescencia es enviado al extranjero a formarse, pasando 1628 en las Provincias Unidas donde estudiará la ciencia naval.
En 1629 viaja a París pero al llegar a la ciudad fue llamado por Gustavo Adolfo, quien deseaba iniciar a su servicio a los jóvenes nobles para prepararlos para la guerra que se avecinaba en Alemania.

### Guerra de los Treinta Años
Carl Gustaf Wrangel es nombrado Caballero de Cámara del Cuerpo de Guardias Reales. Con el rey llegó a Usedom en junio de 1630 para participar en la Guerra de los Treinta Años.
A las órdenes de Gustavo Adolfo toma parte en la batalla de Rain en 1632, donde dirige el paso de la infantería por el río Lech.
Tras la muerte de Gustavo Adolfo en la batalla de Lützen sirvió bajo las órdenes de Johan Banér, quien, a pesar de estar enfrentado con su padre, le trató con afecto. Banér le seleccionó para regresar a Suecia en 1636 con objeto de organizar los refuerzos que debían llegar a Alemania. El regresa para unirse a Banér en Torgau.
Poco después recibe en una escaramuza una herida en la cabeza, cayendo al suelo y rompiéndose un brazo, escapando por poco de ser hecho prisionero. Es enviado a Suecia para curarse.

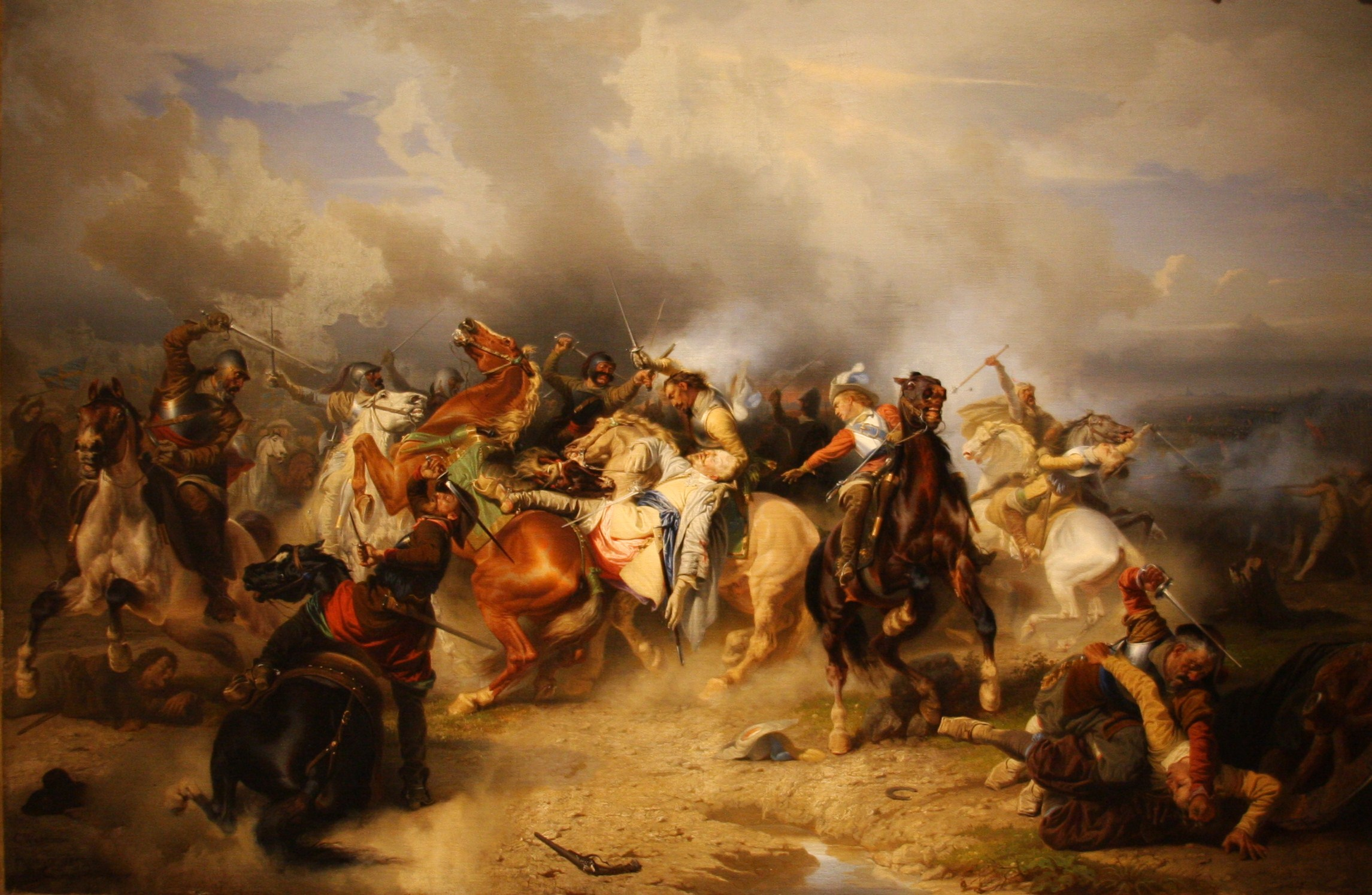
Muerte de Gustavo II Adolfo de Suecia en la batalla de Lützen. Obra de Carl Wahlbom.

En abril de 1639 se encuentra de nuevo en Alemania luchando junto a Banér y Lennart Torstenson en la batalla de Chemnitz, donde alcanza el rango de Mayor General.
Tras esta victoria las tropas de Banér invaden Bohemia y acampan en Weissenburg. Wrangel es enviado con un destacamento contra el castillo de Tetschen que es conquistado con una estratagema. Después toma al asalto Heldsungen y Hesingen donde hace un gran número de prisioneros.
Después de la muerte de Banér (10 de mayo de 1641) fue uno de los militares que dirigió el ejército hasta la llegada de Torstenson.
Mientras Wrangel esperaba la llegada de Torstenson, encontrándose junto a tropas francesas al mando del Mariscal de Francia Jean Baptiste Budes de Guébriant, el 29 de junio de 1641 fue atacado por un ejército austro-bávaro en Wolfenbüttel, donde resistió cinco horas hasta que, con la llegada de Hans Christoff Königsmarck con caballería sueca, pudieron rechazar las tropas imperiales. En este combate los imperiales perdieron 3.000 soldados, 7 cañones y 60 banderas.
Tras la llegada de Torstenson sirvió bajo sus órdenes.
Comandó las fuerzas de reserva durante la Batalla de Breitenfeld (1642) y cuando el flanco izquierdo sueco emprendió la huida, él fue quien recompuso las líneas y decidió la batalla. En 1643, Dinamarca declara la guerra a Suecia dando comienzo a la conocida como Guerra de Torstenson.
Wrangel continuó sirviendo a las órdenes de Torstenson y lo acompañó en su audaz marcha a Holstein (1643), tras lo que fue de nuevo destinado a Suecia para organizar los refuerzos que debían llegar al ejército sueco.
Carl Gustaf Wrangel se hace cargo de la flota sueca que se encuentra bloqueada en Kiel. Tras la unión con treinta barcos holandeses comandados por Louis de Geer, se enfrenta a la flota danesa en la batalla de Femern el 13 de octubre de 1644. La batalla termina con la victoria sueca. La armada sueca toma 10 barcos daneses, quema 2 barcos e inutiliza otros tres, mientras que las pérdidas suecas ascienden a solo 2 barcos.

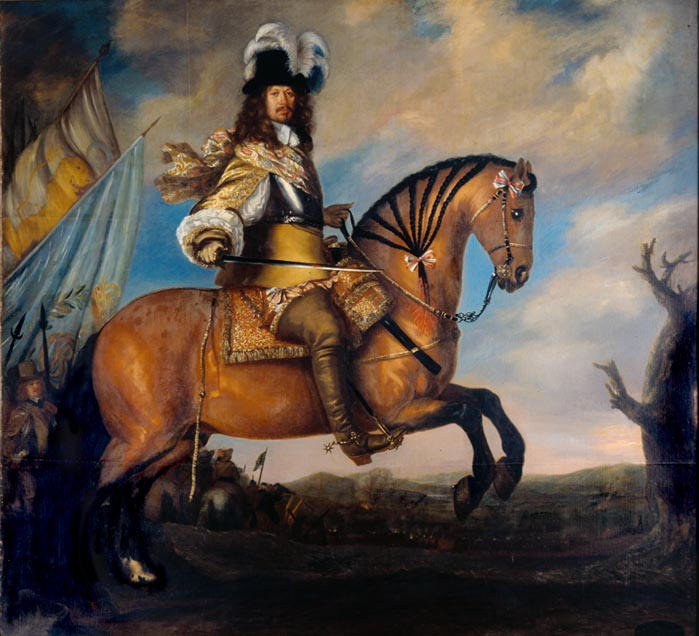
Retrato ecuestre de Carl Gustaf Wrangel. Obra de David Klöcker Ehrenstrahl.

En la primavera de 1645 Wrangel toma posesión de la isla de Bornholm y obtiene el mando de un destacamento independiente en Schleswig-Holstein. En agosto el Tratado de Bromesbo pone fin a la guerra y Carl Gustav Wrangel vuelve a servir en el ejército de tierra.
En abril de 1646 es ascendido a Mariscal de Campo y toma el mando del ejército sueco, ya que Torstenson debe dejarlo por problemas de salud. Toma el mando del ejército sueco en la ciudad de Eulenburg, cerca de Leipzig, donde se encuentra un ejército imperial que le supera ampliamente en número. Wrangel decide que no es posible plantar cara al ejército imperial con tanta desventaja numérica y se dirige al río Wesel donde ocupa Paderborn y Hoester. Desde allí marcha a Hesse para reunirse con el ejército francés al mando del Mariscal Turena.
Las tropas sueco-francesas invaden Baviera y ponen sitio a Augsburgo el 22 de septiembre de 1646, obligando al elector de Baviera a firmar un armisticio en Ulm por el que se retira de la guerra.
En la primavera de 1647 las tropas suecas al mando de Wrangel penetran en Franconia, conquistan la ciudad de Schweinfurt y saquean la región, tras lo que marcha hacia Bohemia y sorprende al Emperador Fernando III de Habsburgo en Egra, donde está a punto de hacerlo prisionero.
En marzo de 1648 el ejército sueco a su mando se une con un ejército francés al mando del Mariscal Turena y se enfrentan a los Imperiales en la batalla de Zusmarshausen que termina con la victoria franco-sueca.
Tras la victoria las tropas franco-suecas cruzan el río Lech y devastan Baviera, ya que el elector ha repudiado el armisticio de Ulm. Poco después se firma la Paz de Westfalia que pone fin a la Guerra de los Treinta Años.
A su regreso a Suecia, la reina Cristina de Suecia lo recibió con honores y le concedió el Gobierno de Pomerania y el título de Conde.

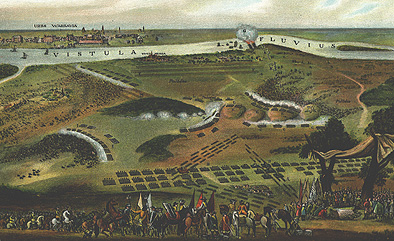
La batalla de Varsovia. Obra de Johann Philipp Lemke.

### Guerra sueco-polaca (1655-1660)
En 1654 Cristina de Suecia abdicó y subió al trono Carlos X Gustavo de Suecia, quien inició una guerra contra Polonia conocida como el Diluvio. Carlos X Gustavo nombró a Carl Gustaf Wrangel Gran Almirante de Suecia y fue transportado por la armada sueca hasta Danzig, donde desembarcó el ejército sueco.
Poco después Wrangel recibió la orden para que abandonase la armada y se uniese al ejército en Thorn. En 1656 dirigió al ejército sueco en la batalla de Varsovia del 28 al 30 de julio de 1656.

### Guerras danesas de Carlos Gustavo
En 1657 sacó al ejército de Polonia pasando por Pomerania y Mecklemburgo para prepararlo para la Primera Guerra Danesa de Carlos Gustavo. Las tropas suecas cruzaron el mar, que se encontraba congelado, y amenazaron a Copenhague. Wrangel conquistó la fortaleza de Frederiksodde y sitió Kronburg, que se vio obligado a rendirse después de veintiún días (6 de septiembre de 1658). Estas operaciones hicieron a Federico III de Dinamarca firmar el Tratado de Roskilde.
Carl Gustaf Wrangel se quedó con parte de las tropas suecas en territorio danés como garante de la paz.

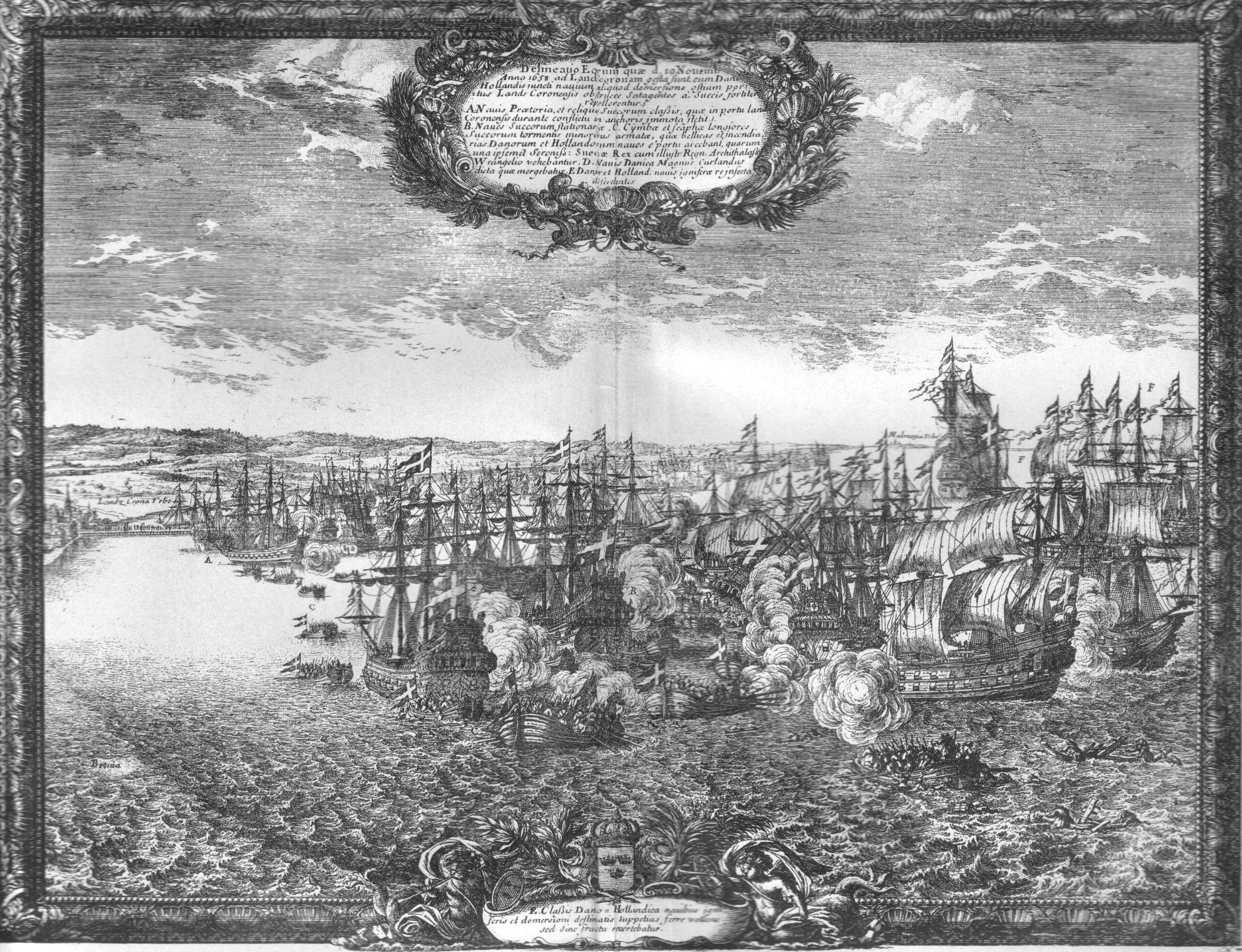
La batalla de Oresund. Obra de Friherre Samuel von Pufendorf.

La frágil paz se rompió y comenzó la Segunda Guerra Danesa de Carlos Gustavo. Las Provincias Unidas apoyaron ahora a Dinamarca por temor de que Suecia dominara demasiado el estrecho Oresund. La flota sueca al mando de Carl Gustaf Wrangel fue atacada y vencida por una flota holandesa en la batalla de Oresund. En 1659 Wrangel puso bajo asedio aCopenhague y se apoderó de Langeland, Alsen y Fionia.

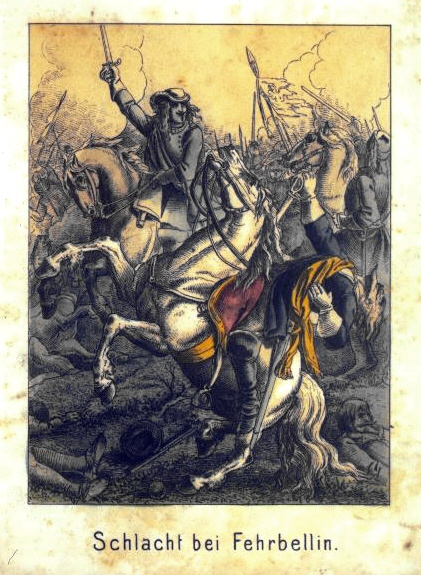
La batalla de Fehrbellin.

Carlos X Gustavo enfermó a inicios de 1660 y murió de neumonía la noche del 13 de febrero. Con la muerte del monarca sueco desaparecía uno de los principales obstáculos para la paz. En abril se firmó el Tratado de Oliva entre Suecia, Polonia y Brandeburgo.

### Guerra franco-holandesa
Carl Gustaf Wrangel regresó a Suecia y fue nombrado Condestable del Reino y miembro del consejo de regencia de Carlos XI de Suecia. En 1672 había comenzado la Guerra Franco-Holandesa. En 1675 Luis XIV de Francia instó a Suecia a que invadiera Brandeburgo bajo la amenaza de que, de lo contrario, eliminaría los subsidios que pagaba para que se sostuviese el Ejército sueco en algunas partes del norte de Alemania. El propósito estratégico de Luis XIV era expulsar al ejército brandeburgués de las tierras del Rin donde estaban comprometidas en la defensa de las Provincias Unidas.
Carl Gustaf Wrangel, aunque se encontraba enfermo, fue mandado a Pomerania para hacerse cargo del ejército sueco, pero se vio obligado a guardar cama durante casi toda la campaña y no fue responsable de las derrotas del ejército sueco en la batalla de Fehrbellin y en la batalla de Havelburg. Poco después se retiró a su finca de Spiker en la isla de Rügen, muriendo el 5 de julio de 1676.